# ラジオいきいきラリー
ラジオいきいきラリーは1989年11月3日午前5時から同11月5日午後12時（11月6日午前0時）まで、NHKラジオ第1放送で行われた長時間特別番組である。

## 概要
NHKでは、1988年9月18日に昭和天皇が病床に倒れて以後、1989年1月7日の崩御まで、連日総合テレビ、衛星第2放送、FMラジオ、ラジオ第1放送の深夜の放送休止・メンテナンス枠を返上し、昭和天皇の病状を報告する臨時放送を行った。毎正時ごとにニュースをいれ、終了後次の正時まではフィラーとして静か目の音楽を放送したが、視聴者から「定時で24時間放送を実現できないものか」という投書が殺到した。
それを踏まえ、1989年11月3日から5日の3連休の放送を、深夜の放送休止・メンテナンス時間枠を無くして67時間連続の特別番組を企画。3連休という日程面の配慮から家族向けの番組や道路交通情報も随所に挿入しつつ、深夜帯には落語やクラシック音楽などといった、特に中・高年に楽しめる内容の番組を放送した。これの反響も大きく、NHKは地上波メディアとしては初の24時間定時放送の実現へ向けて1990年4月からラジオ深夜便を不定期で放送開始。その後10月から週末に限りレギュラー化。1992年4月から本格的に24時間放送化された。
なお、「ラジオ深夜便年鑑2010」（NHKサービスセンター刊）に書かれている年表では「1995年4月より定時放送化」と掲載されている他、1994年度までのNHK番組表においても、23時台のみが定時放送として扱われ、0時から5時の時間帯に「随時ラジオ深夜便を編成」という件が書かれてあったが、ラジオ第1における正式な24時間放送は1992年からである。（ただし、2000年までは全国統一日程で深夜の放送中止日はあった）

## 参考
- NHKラジオセンター「ラジオ深夜便 Q&A」（どうして「深夜便」というタイトルになったの？の項を参照）